# فاینال فایت
فاینال فایت (انگلیسی: Final Fight) شرکت تبلیغات ورزشی آمریکایی است، که در سال ۲۰۰۳ توسط اورسات زوفکو تأسیس شد.